# Museum of Modern Electronic Music

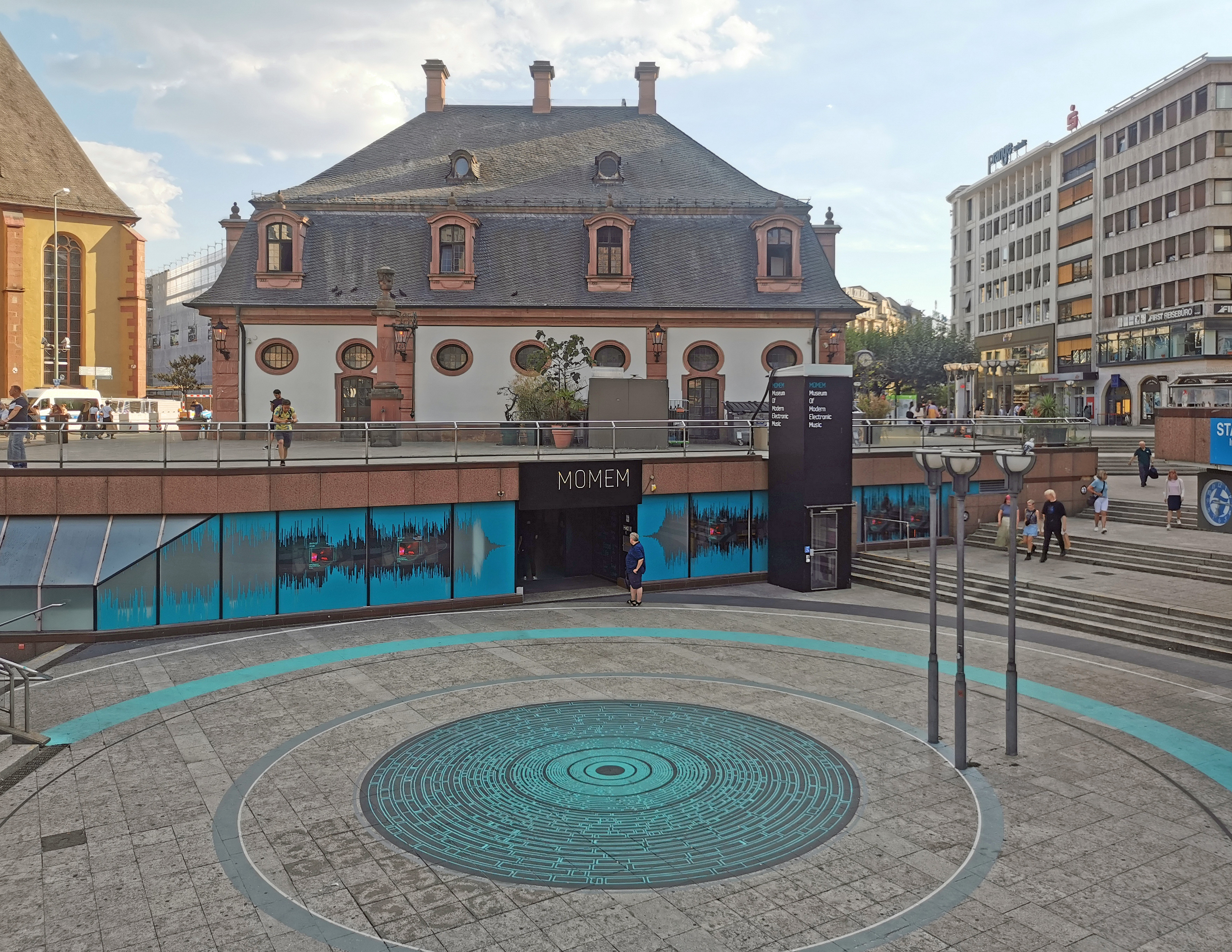
Eingang zum Momem direkt unterhalb der Frankfurter Hauptwache

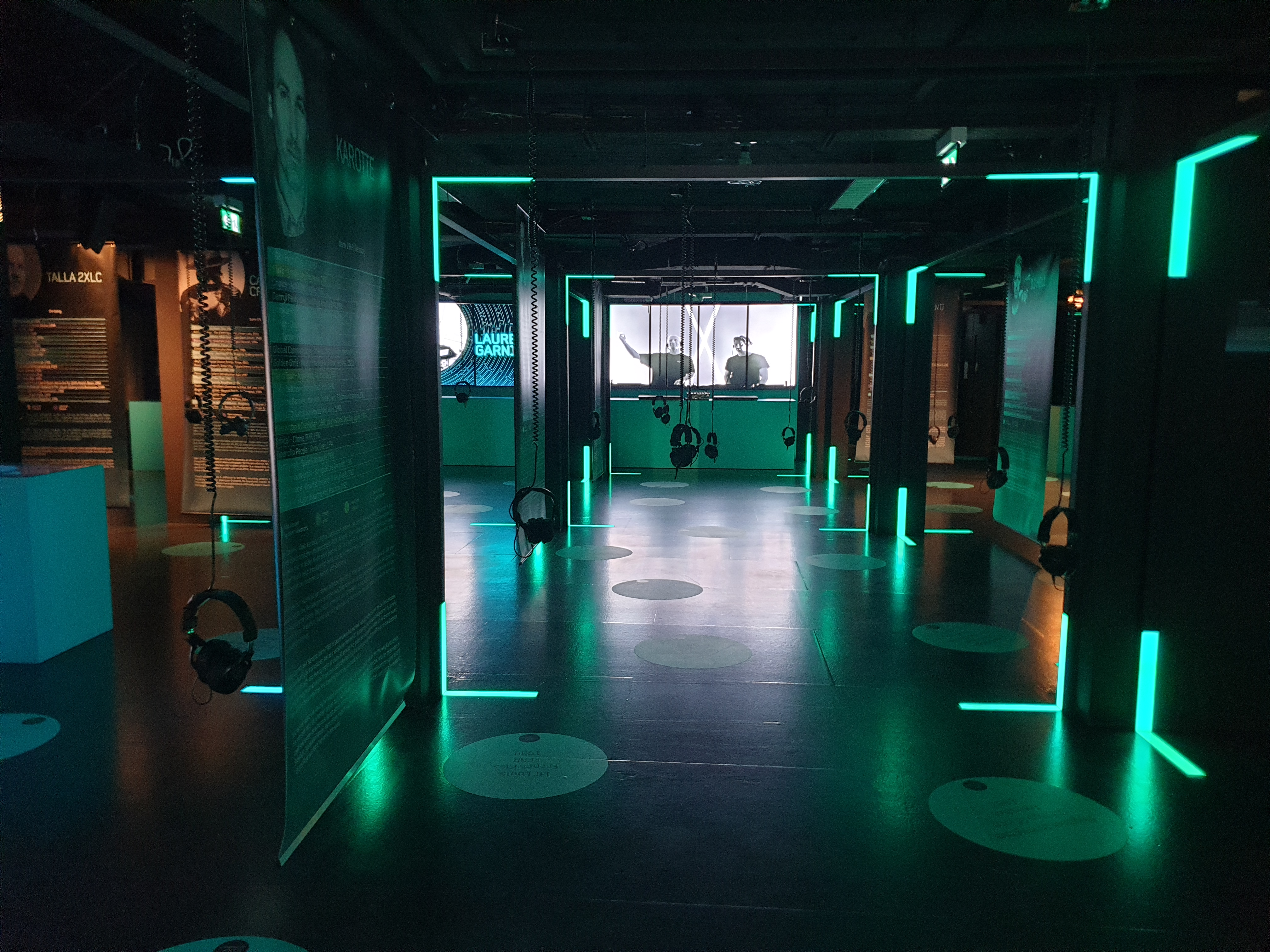
Innenraum

Das Museum of Modern Electronic Music (MOMEM) ist ein im April 2022 eröffnetes Museum in der Innenstadt von Frankfurt am Main nahe der Hauptwache, welches sich mit Elektronischer Tanzmusik befasst.  Das Museum wird manchmal als erstes Museum für elektronische Musik weltweit bezeichnet, mit dem Exhibit 3000 in Detroit wurde jedoch bereits 2002 ein Museum mit Schwerpunkt auf moderner elektronischer Musik eröffnet, das allerdings inhaltlich auf Detroit ausgerichtet ist, wo Ursprünge der Technomusik liegen. 2021 wurde zudem in Amsterdam das Our House eröffnet, das sich der Electronic Dance Music widmet.

## Geschichte
Die Idee zur Errichtung des MOMEM war 2011 entstanden. Vier Jahre später verkündete die Stadt anlässlich der Musikmesse Frankfurt die geplante Gründung. Am 6. April 2022 fand die feierliche Eröffnung unter Gründungsdirektor Alex Azary statt. In der Vergangenheit war Azary als DJ und Musikclub-Manager tätig.
Das Museum befindet sich im Gebäude des ehemaligen Kindermuseums und hat eine rund 500 Quadratmeter große Ausstellungsfläche. Getragen wird das Museum von einem gemeinnützigen Verein namens „Friends of Momem e.v.“ Dem Vorstand dieses Vereins gehört neben dem Vorsitzenden Alex Azary auch der DJ Andreas Tomalla alias Talla 2XLC an. Schirmherr ist der Frankfurter Oberbürgermeister Peter Feldmann. Mit der Hoffnung auf ein positives Stadtmarketing nach außen hin hat die Stadt Frankfurt das Museum mit einer halben Million Euro unterstützt.
Die erste Sonderausstellung war Sven Väth gewidmet und von Tobias Rehberger kuratiert. Gezeigt wurden u. a. 20.000 Schallplatten, mit denen Väth um die Welt gereist war.
Über die Sommermonate des Jahres 2022 war der Platz an der Hauptwache freitags und samstags im Rahmen der Veranstaltungsreihe Nachtschicht Hauptwache als Outdoor-Feier-Location vorgesehen. Die dazugehörige musikalische Unterhaltung wurde vom MOMEM organisiert.
In 2025 findet eine Sonderausstellung zu Tangerine Dream im Museum statt.